# Vonteego Cummings
Vonteego Marfeek Cummings (Thomson, 29 febbraio 1976) è un ex cestista statunitense, professionista nella NBA e in Europa.

## Carriera
Nel 2015 firma per gli Atenienses de Manatí.

## Palmarès

### Squadra
- YUBA liga: 1

Partizan Belgrado: 2005-06
- Campionato serbo: 1

Partizan Belgrado: 2006-07
- Coppa di Polonia: 1

Trefl Sopot: 2012
- Coppa di Lega israeliana: 1

Maccabi Tel Aviv: 2007
- Lega Adriatica: 1

Partizan Belgrado: 2006-07

### Individuale
- MVP finals Lega Adriatica: 2

Partizan Belgrado: 2005-2006, 2006-07